# 布萊恩·萊斯切爾
布萊恩·萊斯切爾（Brian Letscher，1989年6月24日—）是美國的一位演員，他最著名的作品是在ABC電視劇醜聞中飾演Tom角色。他的哥哥是演員馬特·萊斯切爾。萊斯切爾畢業於密歇根大學。